# 渋谷アッパー・ウエスト・プロジェクト
渋谷アッパー・ウエスト・プロジェクト（しぶやあっぱー・うえすと・ぷろじぇくと）は、東京都渋谷区道玄坂二丁目にある再開発計画である。敷地面積は約13,675m²、延床面積は約117,000m²。開発事業者は、東急、東急百貨店、Lキャタルトン（LVMHグループ）の3社である。
2023年に閉店した東急百貨店本店の跡地に建設し、再開発地区の中核は地上36階、地下4階建て、高さ164.8mの超高層ビル。低層部に商業施設、中層部に高級ホテル（ザ・ハウス・コレクティブ）、高層部に賃貸住宅が入居する予定とし、2027年に竣工する見込みである。
この再開発に伴い、東急本店に隣接するBunkamuraは「オーチャードホール」を除いて、2023年4月10日をもって休館する。これについて、運営会社である東急文化村社長の中野哲夫は2023年2月末に開いた説明会において「開業以来34年活動を続けてきたが、いったん施設を離れて活動するのは1つのピンチでもあります」と述べた上で「フリーハンドが与えられたチャンスととらえて、活動していく」とも話している。